# Northchase (Carolina del Norte)
Northchase es un lugar designado por el censo ubicado en el condado de New Hanover en el estado estadounidense de Carolina del Norte. La localidad en el año 2010, tenía una población de 3.747 habitantes.

## Geografía
Northchase se encuentra ubicado en las coordenadas 34°18′28.16″N 77°52′38.96″O / 34.3078222, -77.8774889.